# Argyreia pseudorubicunda
Argyreia pseudorubicunda är en vindeväxtart som beskrevs av Van Ooststr. Argyreia pseudorubicunda ingår i släktet Argyreia och familjen vindeväxter. Inga underarter finns listade i Catalogue of Life.